# Heteropoda warthiana
Heteropoda warthiana är en spindelart som beskrevs av Embrik Strand 1907. Heteropoda warthiana ingår i släktet Heteropoda och familjen jättekrabbspindlar. Inga underarter finns listade i Catalogue of Life.